# Igbo Eze North
Igbo Eze North è una delle diciassette aree a governo locale (local government areas) in cui è suddiviso lo Stato di Enugu, nella Repubblica Federale della Nigeria. Si estende su una superficie di 293 km² e conta una popolazione di 259.431 abitanti.